# Nílton Ferreira Júnior
Nílton Ferreira Júnior, noto semplicemente come Nílton (Barra do Garças, 21 aprile 1987), è un ex calciatore brasiliano, di ruolo centrocampista.

## Palmarès

### Competizioni nazionali
- Campeonato Brasileiro Série B: 1

Vasco da Gama: 2009
- Coppa del Brasile: 1

Vasco da Gama: 2011
- Campionato brasiliano: 2

Cruzeiro: 2013, 2014

### Competizioni statali
- Campionato Mineiro: 1

Cruzeiro: 2014